# Námořní záslužný řád (Venezuela)
Námořní záslužný řád (španělsky: Orden al Mérito Naval) je venezuelské vojenské vyznamenání založené roku 1948.

## Historie a pravidla udílení
Řád byl založen roku 1948 v době, kdy byl prezidentem Venezuely Carlos Delgado Chalbaud. Jeho zřízení bylo zveřejněno v Gaceta Oficial č. 22664 ze dne 12. července 1948. Reformován byl za vlády Marcose Perze Jimeneze dne 5. prosince 1952. Udílen je občanům Venezuely i cizím státním příslušníkům za služby poskytované venezuelským námořním silám. Velmistrem řádu je úřadující prezident republiky, který má také výlučnou pravomoc k udělení vyznamenání.

## Třídy
Řád je udílen ve třech řádných třídách:
- I. třída
- II. třída
- III třída

## Insignie
Řádový odznak má tvar maltézského kříže pokrytého modrým smaltem se širokým zlatým lemem. Mezi rameny kříže jsou modře smaltované zlatě lemované kotvy. Ke stuze je připojen pomocí přechodové prvku v podobě zkřížených modře smaltovaných děl.
Stuha z hedvábného moaré sestává ze tří stejně širokých pruhů v barvě modré, červené a modré.